# 老友记 (第三季)
《老友记》第三季，是由大衛·克雷恩和瑪塔·考夫曼制作的美国情景喜剧。它由布萊特考夫曼克雷恩製片公司联合華納兄弟電視公司制作，并于1996年9月21日在美国的NBC首播，该季共25集，于1997年5月15日结束。平均收视率居全美第四，收视人口约1630万人。

## 剧情
瑞秋把在中央公园咖啡馆的工作辞掉了，并开始尝试在时尚界找一份工作。后来她遇到了马克（Mark），马克在布鲁明黛尔百货公司为她找了一份工作，但罗斯始终确信马克对瑞秋另有企图，因此变得异常敏感和嫉妒。这种紧张关系在他们的周年纪念日时达到了顶点，瑞秋由于工作无法和罗斯共进晚餐，罗斯就带了食物到瑞秋办公室，但弄得一团糟直到瑞秋命令他回到了家。两人在回家后的争吵最终导致两人赌气分手（take a break）。
当晚，罗斯和瑞秋都试图解决他们之间的分歧。罗斯在和乔伊 、钱德在外面喝酒的时候，罗斯打电话给瑞秋，碰巧马克来到家里探望瑞秋，罗斯气愤地挂断了电话。在绝望的时候他和一名叫Chloé的女子度过了一夜，当第二天他和瑞秋试图重归于好时，瑞秋却知道了罗斯的一夜情，一段激烈争吵和绝望的哀求之后，他们最终分手了。
莫妮卡和一位百万富翁坠入了情网，当一切都看上去很顺利的时候，百万富翁异想天开的志愿却让两人的感情走向了尽头。
但是，在这一季结尾，看到罗斯开始和邦妮约会时，瑞秋感到非常伤心。最后一集，大家来到海滩度假，菲比遇到了一个同名的女人，于是 菲比向她打听自己的家事。在海滩小屋里，邦妮出人意料地出现了，瑞秋很不开心。于是由于嫉妒就劝说邦妮像以前一样剃光头。当罗斯和瑞秋为此争吵时，他们发现彼此仍然爱着对方。本季最后，罗斯来到走廊，面对着邦妮和瑞秋两个卧室的门，犹豫着。

## 演员及角色

### 主要演员
- 珍妮佛·安妮斯顿 饰演 瑞秋·葛林。
- 柯特妮·考克斯 饰演 莫妮卡·盖勒。
- 丽莎·库卓 饰演 菲比·布菲。
- 麦特·勒布郎 饰演 喬伊·崔比雅尼。
- 马修·派瑞 饰演 钱德·宾。
- 大卫·史威默 饰演 罗斯·盖勒。

### 客串演员
- 瓊·蓋博（英语：June Gable）饰演 艾斯黛拉 （乔伊的经纪人）

### 不定期出演演员
- 瑪姬·惠勒（英语：Maggie Wheeler）饰演 珍妮斯（钱德的前女友）
- 詹姆斯·邁克爾·泰勒（英语：James Michael Tyler）饰演 甘瑟（中央咖啡馆店员）
- 強·法夫洛饰演 皮特（莫妮卡的百万富翁男友）
- 史蒂文·艾克霍爾特（英语：Steven Eckholdt）饰演 马克（瑞秋的同事）
- 安琪拉·費德史東（英语：Angela Featherstone）饰演 克洛伊（罗斯的一夜情对象）
- 喬凡尼·瑞比西饰演 小弗兰克（菲比的同父异母弟弟）
- 迪娜·迈耶饰演 凯特（乔伊的女友）

## 分集剧情
| 总集数 | 集数 | 标题                                                                    | 导演            | 编剧                                                                                  | 首播日期       |
| --- | ---- | ----------------------------------------------------------------------- | --------------- | ------------------------------------------------------------------------------------- | -------------- |
| 49 | 1    | 关于莉亚公主的性幻想 The One with the Princess Leia Fantasy             | Gail Mancuso    | Michael Curtis和Gregory S. Malins                                                     | 1996年9月19日  |
| 罗斯告诉瑞秋，他的性幻想对象是《星球大战》系列里身着金色比基尼的莉亚公主。随后，罗斯也和钱德分享了这个秘密，但是钱德一番话让罗斯大倒胃口。莫妮卡在和理查分手后患上了严重的失眠。钱德希望乔伊和珍妮丝能建立友谊。 |      |                                                                         |                 |                                                                                       |                |
| 50 | 2    | 没人准备好 The One Where No One's Ready                                 | Gail Mancuso    | Ira Ungerleider                                                                       | 1996年9月26日  |
| 罗斯请大伙出席他工作的博物馆所举办的晚宴。但是所有人貌似都漫不经心拖拖拉拉：莫妮卡为在答录机上听到了一个理查的电话留言而心猿意马，乔伊和钱德为了一张椅子而争吵，瑞秋却为不知道穿什么而磨磨蹭蹭。这让急性子的罗斯非常焦虑。 |      |                                                                         |                 |                                                                                       |                |
| 51 | 3    | 果酱 The One with the Jam                                               | Kevin Bright    | Wil Calhoun                                                                           | 1996年10月3日  |
| 菲比和一个跟踪她孪生姐妹乌苏拉的男人约会。罗斯和瑞秋给钱德上了一堂"如何当好男友"的课，其后罗斯还私下和钱德开了一个小灶。莫妮卡为了忘掉理查开始做果酱，其后又想去精子银行人工受孕生个小孩，却发现可供选择的精子中，竟然有某个老友的贡献。 客串明星：大衛·艾奎特（时任饰演莫妮卡的柯特妮·考克斯的男友，两人后于1999年成婚。） |      |                                                                         |                 |                                                                                       |                |
| 52 | 4    | 关于隧道的隐喻 The One with the Metaphorical Tunnel                     | Steve Zuckerman | Alexa Junge                                                                           | 1996年10月10日 |
| 菲比假扮乔伊的经纪人为他获得了一次试镜的机会，罗斯为他的儿子本有一个芭比娃娃玩具而烦恼。钱德希望与珍妮丝的感情更进一步但是又害怕做出承诺，他找女生们咨询意见。 |      |                                                                         |                 |                                                                                       |                |
| 53 | 5    | 小弗兰克 The One with Frank Jr.                                         | Steve Zuckerman | Shana Goldberg-Meehan和Scott Silveri                                                  | 1996年10月17日 |
| 菲比的异母弟弟小弗兰克来城里找菲比，菲比招待了他一次按摩，但是小弗兰克却误解了"按摩"的含义。乔伊亲手制作了一个木制的"娱乐中心"，但是却不怎么灵光。老友们表列了心中想发生亲密关系的名人名单。罗斯因为钱德指出他的名单中的伊莎貝拉·羅塞里尼过于国际化，不太可能出现在纽约而将她从名单中剔除了。谁知道伊莎貝拉·羅塞里尼竟然神奇般的出现在了中央公园咖啡馆。 客串明星：伊莎貝拉·羅塞里尼饰演了她本人。                                                                                           |      |                                                                         |                 |                                                                                       |                |
| 54 | 6    | 回忆 The One with the Flashback                                         | Peter Bonerz    | David Crane & Marta Kauffman                                                          | 1996年10月31日 |
| 珍妮丝无心的问起：老友们是不是曾经差点睡在一起。这让大家都陷入了三年前的回忆：罗斯曾和菲比热吻，乔伊在莫妮卡面前全裸，而钱德和瑞秋相互之间有过性幻想... |      |                                                                         |                 |                                                                                       |                |
| 55 | 7    | 赛车床 The One with the Race Car Bed                                    | Gail Mancuso    | Seth Kurland                                                                          | 1996年11月7日  |
| 莫妮卡在珍妮丝快要离婚的丈夫"床垫国王"那里买了一张床但是却错送来一张儿童床。当她和乔伊尝试着去退货的时候，发现珍妮丝和他的丈夫在办公室里面热吻。瑞秋希望相互有点看不顺眼的罗斯和她父亲能够和睦相处，事与愿违的是，晚餐完毕两人却因为小费的问题闹得不欢而散。瑞秋只能在隔天再次邀请他们来吃早午餐，谁知两位男士在批评起瑞秋时却站在同一阵线里。乔伊在一个肥皂剧训练班授课，一位学生将要和乔伊共同面试同一角色，心怀不轨的乔伊为他做出了错误的指导。谁知道误打误撞让该学生获得了这个演出机会。 |      |                                                                         |                 |                                                                                       |                |
| 56 | 8    | 丑陋裸男死了？ The One with the Giant Poking Device                     | Gail Mancuso    | Adam Chase                                                                            | 1996年11月14日 |
| 钱德想为珍妮丝买一份昂贵的礼物，乔伊只得告诉他真相—他看见珍妮丝和她前夫相吻。莫妮卡在照顾本的时候撞到了他的头。菲比感到很纠结，因为每次她看牙医时就有一位朋友去世，但她的牙又实在是疼的厉害。当她终于下定决心看完牙医回来，就急切的询问每一位朋友是否安然无恙。乔伊突然说，住在街对面一直被他们偷窥的丑陋裸男不动了，为了探明到底他是睡着了还是死掉了，老友们将中餐外卖附带的筷子制作成了一个"大型戳人设备"一探究竟。                                                                        |      |                                                                         |                 |                                                                                       |                |
| 57 | 9    | 橄榄球赛 The One with the Football                                      | Kevin S. Bright | Ira Ungerlinger                                                                       | 1996年11月21日 |
| 一年一度的感恩假期，老友们决定打一场3对3的橄榄球赛：乔伊和钱德为谁能和一个迷人的荷兰模特约会而水火不容，好胜的罗斯和莫妮卡也为童年的旧怨增添了新仇。 |      |                                                                         |                 |                                                                                       |                |
| 58 | 10   | 瑞秋辞职了 The One Where Rachel Quits                                   | Terry Hughes    | Greg Malins和Michael Curtis                                                           | 1996年12月12日 |
| 不堪忍受再做女服生的瑞秋终于在钱德和乔伊的帮助下定决心辞职，以便追求自己的梦想在时尚业谋一份工作。乔伊找到了一份卖圣诞树的工作，菲比想帮助他但是越帮越忙。罗斯不小心弄断了一个小女孩的腿，不得不帮她卖饼干以圆小女孩的一个梦想。 |      |                                                                         |                 |                                                                                       |                |
| 59 | 11   | 钱德不记得哪个妹妹了 The One Where Chandler Can't Remember Which Sister | Terry Hughes    | Alexa Junge                                                                           | 1997年1月9日   |
| 一个帅气的陌生人为瑞秋介绍了一份她梦寐以求的工作，罗斯对这个男子的意图很是怀疑。喝醉了的钱德和乔伊的一个妹妹热吻了一番，但是事后却忘记了是乔伊的哪个妹妹。 |      |                                                                         |                 |                                                                                       |                |
| 60 | 12   | 与嫉妒有关 The One with All the Jealousy                                | Robby Benson    | Doty Abrams                                                                           | 1997年1月16日  |
| 罗斯对推荐瑞秋得到工作的马克异常嫉妒。乔伊为胡编乱造自己的简历而得到了报应。莫妮卡和一个餐厅侍者开始约会。 |      |                                                                         |                 |                                                                                       |                |
| 61 | 13   | 纯属友谊 The One Where Monica and Richard are Just Friends              | Robby Benson    | Michael Borkow                                                                        | 1997年1月30日  |
| 莫妮卡在一家音像店和前男友理查偶遇。乔伊同意去读《小妇人》以交换瑞秋读恐怖小说《闪灵》。老友们在面对菲比那个不爱穿内裤经常春光外泄的新男友时感到异常尴尬。 |      |                                                                         |                 |                                                                                       |                |
| 62 | 14   | 菲比的前搭档 The One with Phoebe's Ex-Partner                           | Robby Benson    | Wil Calhoun                                                                           | 1997年2月6日   |
| 菲比和前演唱搭档（伊麗莎白·戴利饰演）重组，因为她觉得菲比创作的《臭臭猫》会很有商用价值。钱德和一个有义肢的女孩（雪琳·芬饰演）约会。瑞秋的新工作让她与罗斯的恋情起了波折。 |      |                                                                         |                 |                                                                                       |                |
| 63 | 15   | 罗斯和瑞秋分手了 The One Where Ross and Rachel Take a Break             | James Burrows   | Michael Borkow                                                                        | 1997年2月13日  |
| 在和瑞秋大吵一架之后，罗斯在一个派对上向复印店的美女雇员克洛伊诉苦并发生了关系。菲比和一个外交家约会，两人只能靠翻译来交流感情。 |      |                                                                         |                 |                                                                                       |                |
| 64 | 16   | 第二天早上 The One With the Morning After                               | James Burrows   | David Crane和Marta Kauffman                                                           | 1997年2月20日  |
| 罗斯尝试切断有关于他一夜情的"知情链"，但是终究被瑞秋发现了真相，两人因此回到公寓大吵了一架。吓的不敢出门的其余四人只能困在莫妮卡的房间里听着瑞秋下了与罗斯分手的决定。 |      |                                                                         |                 |                                                                                       |                |
| 65 | 17   | 去滑雪的路上 The One Without the Ski Trip                               | Sam Simon       | Shana Goldberg-Meehan & Scott Silveri                                                 | 1997年3月6日   |
| 罗斯和瑞秋这对分手怨偶的僵硬关系让其余的老友很是为难，只能努力不使两人同处一室以免尴尬。这让联想到童年时父母离异的钱德又开始抽烟了。瑞秋邀请除了罗斯的其他人去滑雪，寂寞的罗斯只能去和前妻卡罗诉苦。大家在去滑雪的路上被困住了，还好罗斯来救了大家。 |      |                                                                         |                 |                                                                                       |                |
| 66 | 18   | 催眠录音带 The One with the Hypnosis Tape                               | Robby Benson    | Seth Kurland                                                                          | 1997年3月13日  |
| 莫妮卡同意和她餐馆的一位顾客皮特（強·法夫洛）约会，后来竟发现原来皮特是一位百万富翁。菲比惊恐的发现，她18岁的异母弟弟希望和一个他年纪两倍大的女人（黛博拉·喬·盧平饰演）结婚。钱德为了戒烟开始听一盘催眠录音带，谁知竟然这录音带还有别的用途。 |      |                                                                         |                 |                                                                                       |                |
| 67 | 19   | 小T恤 The One with the Tiny T-Shirt                                     | Terry Hughes    | Adam Chase                                                                            | 1997年3月27日  |
| 瑞秋在和罗斯分手之后开始了新的约会，对象是她的同事马克。乔伊对同剧的女演员凯特（迪娜·迈耶饰演）着迷。莫妮卡继续在和皮特交往，但是却觉得自己并不是特别为他钟情。 |      |                                                                         |                 |                                                                                       |                |
| 68 | 20   | 玩具屋 The One with the Dollhouse                                       | Terry Hughes    | Wil Calhoun                                                                           | 1997年4月10日  |
| 瑞秋撮合钱德和她的老板乔安娜约会。莫妮卡的阿姨去世了，留给了她梦寐以求的玩具屋。莫妮卡不想让老是有古怪念头的菲比"亵渎"她的这个新宝贝，菲比决定自己做一个让莫妮卡嫉妒的玩具屋。 |      |                                                                         |                 |                                                                                       |                |
| 69 | 21   | 鸡与鸭 The One with a Chick and a Duck                                  | Michael Lembeck | Chris Brown                                                                           | 1997年4月17日  |
| 莫妮卡为能在皮特的新开餐馆里当主厨而兴奋，但是菲比却看出来皮特想要的并不只是合作关系。乔伊和钱德领养了一对鸡与鸭。罗斯为了帮助貌似摔断肋骨的瑞秋而错过了在探索频道上露脸的机会。 |      |                                                                         |                 |                                                                                       |                |
| 70 | 22   | 这个家伙很躁郁 The One with the Screamer                                | Peter Bonerz    | Shana Goldberg-Meehan和Scott Silveri                                                  | 1997年4月24日  |
| 在乔伊新剧的首演上，罗斯发现瑞秋的新男友（本·斯蒂勒客串）是个神经病。乔伊和凯特坠入了情网，但是她又不得不为了在旧金山的一个机会而离乔伊而去。菲比执着的猛打一家公司的客服热线。 |      |                                                                         |                 |                                                                                       |                |
| 71 | 23   | 寡人有疾 The One with Ross's Thing                                      | Shelley Jensen  | Ted Cohen & Andrew Reich                                                              | 1997年5月1日   |
| 罗斯的屁股上长了一个东西，在寻医无效的情况下，他只能求助于菲比的草药师（凱文·麥當勞饰演）。菲比在两个男友中举棋不定，因为看上去两人都完全符合她所定的要求，所以只能脚踏两只船。莫妮卡以为皮特要求婚，这让她有点乱了方寸。 |      |                                                                         |                 |                                                                                       |                |
| 72 | 24   | 终极格斗冠军 The One with the Ultimate Fighting Champion                | Robby Benson    | 故事: Pang-Ni Landrum和Mark J. Kunerth 电视剧本: Shana Goldberg-Meehan和Scott Silveri | 1997年5月8日   |
| 出乎莫妮卡的意料，原来皮特想成为终极格斗赛的冠军，在完成这个梦想之前，他不想考虑别的事情。钱德为老板老是拍他屁股而烦恼。菲比想撮合罗斯和她的一个光头女友。本集开场，著名谐星比利·克里斯托和罗宾·威廉斯临时客串了一下（当时两人在隔壁录影棚录影，临时加戏客串）。 |      |                                                                         |                 |                                                                                       |                |
| 73 | 25   | 在海滩上 The One at the Beach                                           | Pamela Fryman   | 故事: Pang-Ni Landrum和Mark J. Kunerth 电视剧本: Adam Chase                           | 1997年5月15日  |
| 大伙去海边度假，菲比去找一位她母亲的朋友，以便能向她打听自己的家事。菲比找到了这位妇女，竟然发现她与自己同名。罗斯发现瑞秋还是爱着他，这让他在新旧女友中两难。莫妮卡觉得钱德不是一个适合认真交往的对象，这让钱德大感受伤。 |      |                                                                         |                 |                                                                                       |                |

## 注脚
1. ↑  . Classic TV Hits.   [2009-12-13]. （原始内容存档于2010-01-06）.